# AnnaLynne McCord
Pour les articles homonymes, voir McCord.
AnnaLynne McCord est une actrice américaine née le 16 juillet 1987 à Atlanta, en Géorgie (États-Unis).
Elle est principalement connue pour avoir joué dans de nombreuses séries télévisées telles que : Nip/Tuck, 90210 Beverly Hills : Nouvelle Génération, Dallas, The Night Shift et Secrets and Lies. Au cinéma, elle s'illustre, notamment, dans le registre du film d'horreur pour des productions comme : Le Jour des morts et La Malédiction de Molly Hartley (2008), elle est acclamée par la critique pour le film indépendant Excision (2012) et joue, à de nombreuses reprises, pour le cinéma indépendant.

## Biographie

### Enfance et formation
AnnaLynne McCord est née à Atlanta en Géorgie. Elle est élevée avec ses deux sœurs, Angel et Rachel, dans une famille conservatrice. Elle sait très jeune qu'elle veut devenir actrice et participe déjà aux pièces de théâtre de son école.
Scolarisée à domicile, elle est diplômée à l'âge de 15 ans. AnnaLynne entre dans une agence de mannequins tout en passant des auditions. C'est d'abord sa carrière dans le mannequinat qui décolle, elle participe à de nombreuses campagnes publicitaires pour diverses marques et signe notamment des contrats avec la marque Estee Lauder et le magazine Seventeen.

### Carrière

#### Débuts au cinéma et apparitions à la télévision (2002-2007)
Annalynne commence sa carrière par de la figuration et des rôles mineurs.  
En 2002, elle fait son entrée au cinéma dans The Middle of Nowhere et apparaît brièvement dans le film d'action Le Transporteur 2, en 2005.  
En 2006, elle fait ses premiers pas à la télévision pour un épisode de Newport Beach et réitère l'expérience pour Close to Home : Juste Cause. 
En 2007, les projets se multiplient. Elle intervient dans des séries télévisées comme Cold Case : Affaires classées, elle joue dans deux épisodes d'Ugly Betty et continue ses apparitions pour Les Experts : Miami et Greek. Cette année-là, elle décroche son premier rôle régulier pour American Heiress (en), une série limitée diffusée sur le réseau MyNetworkTV. Elle est aussi apparue dans le clip de Thalía, Baby, I’m in Love.
Elle est finalement révélée au grand public lorsqu'elle rejoint la distribution de la série Nip/Tuck, créée par Ryan Murphy, qui rencontre alors un franc succès, notamment récompensée d'un Golden Globe de la meilleure série télévisée dramatique. La série est notamment célèbre pour avoir abordé de nombreux sujets tabous et a multiplié les guest star durant 6 saisons. 
Le personnage d'Annalynne intervient durant la cinquième saison, elle est Eden Lord, une lolita manipulatrice qui tente de séduire le Dr Sean McNamara, interprété par Dylan Walsh.

#### Révélation télévisuelle -90210(2008-2013)

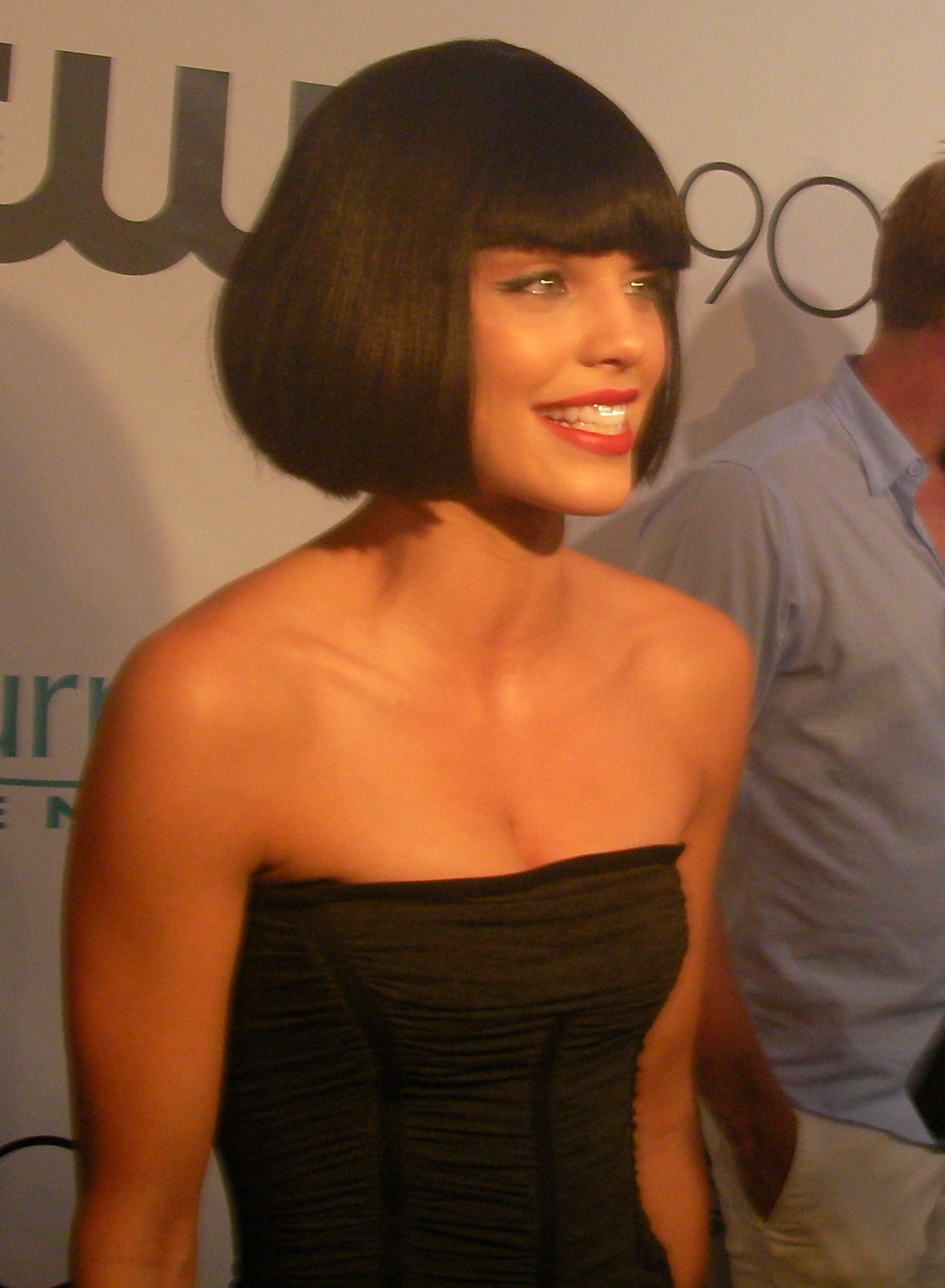
Annalynne McCord, en 2008, lors de la présentation de la série télévisée 90210 Beverly Hills : Nouvelle Génération.

Au cinéma, en 2008, elle joue dans le film d'horreur Le Jour des morts (Day of the Dead), avec son amie Mena Suvari et Nick Cannon, il s'agit du remake d’un film de zombies de George Romero et cette même année elle décroche l'un des rôles principaux dans la série 90210 Beverly Hills : Nouvelle Génération, une série dérivée de la série culte Beverly Hills 90210.   
Elle interprète la peste Naomi Clark pendant 5 saisons, ce qui lui permet, en 2009, d'être nommée lors des Teen Choice Awards dans la catégorie "Meilleure actrice de série télé" et de recevoir le Young Hollywood Awards du "Meilleur espoir",.  
Parallèlement au tournage de la série, elle est à l'affiche du petit film d'horreur La Malédiction de Molly Hartley avec Haley Bennett et Chace Crawford, sorti en 2008 mais qui ne marque pas les foules et est également démoli par la critique.   
L'année d'après, elle décroche un second rôle dans le teen movie Fired Up! avec Nicholas D'Agosto et Danneel Ackles.  
En 2010, elle intervient dans un court métrage, Amexica, et joue les guest pour la série Double Exposure. Puis, elle joue le premier rôle féminin du téléfilm d'action Gun avec 50 Cent et Val Kilmer. La même année, elle se lance dans la production avec la série télévisée DialStar.    
En 2011, elle accepte un rôle dans un spectacle Off-Broadway intitulé Love, Loss, and What I Wore du 27 avril au 29 mai avec Conchata Ferrell, Minka Kelly et Anne Meara.  
En 2012, elle signe pour le rôle principal d'un film d'horreur dramatique et indépendant, Excision. C'est l'adaptation en long-métrage d'un court métrage du même réalisateur, sorti en 2008. Réalisé avec un budget minimal, il n'a eu qu'une sortie en salles limitée et s'est surtout fait remarquer dans des festivals de films d'épouvante. Il fait partie des 200 films choisis pour le Festival du film de Sundance parmi les 2 000 proposés. En France, il a été projeté le 12 septembre 2012 à L'Étrange festival.   
La prestation d'Annalynne est acclamée par la critique,,,,. Elle est nommée pour le titre de Meilleure actrice lors des CinEuphoria Awards 2013 et des Fright Meter Awards 2012. Elle repart lauréate, cette même année, lors du Malaga International Week of Fantastic Cinema et arrive à la seconde place lors des Fangoria Chainsaw Award de 2013.  
En 2013, elle continue de s'illustrer dans de petites productions, obtenant le premier rôle féminin du film d'action Officer Down avec Dominic Purcell et Stephen Dorff et le rôle principal du thriller Scorned. 

#### Cinéma indépendant et télévision (2014-présent)

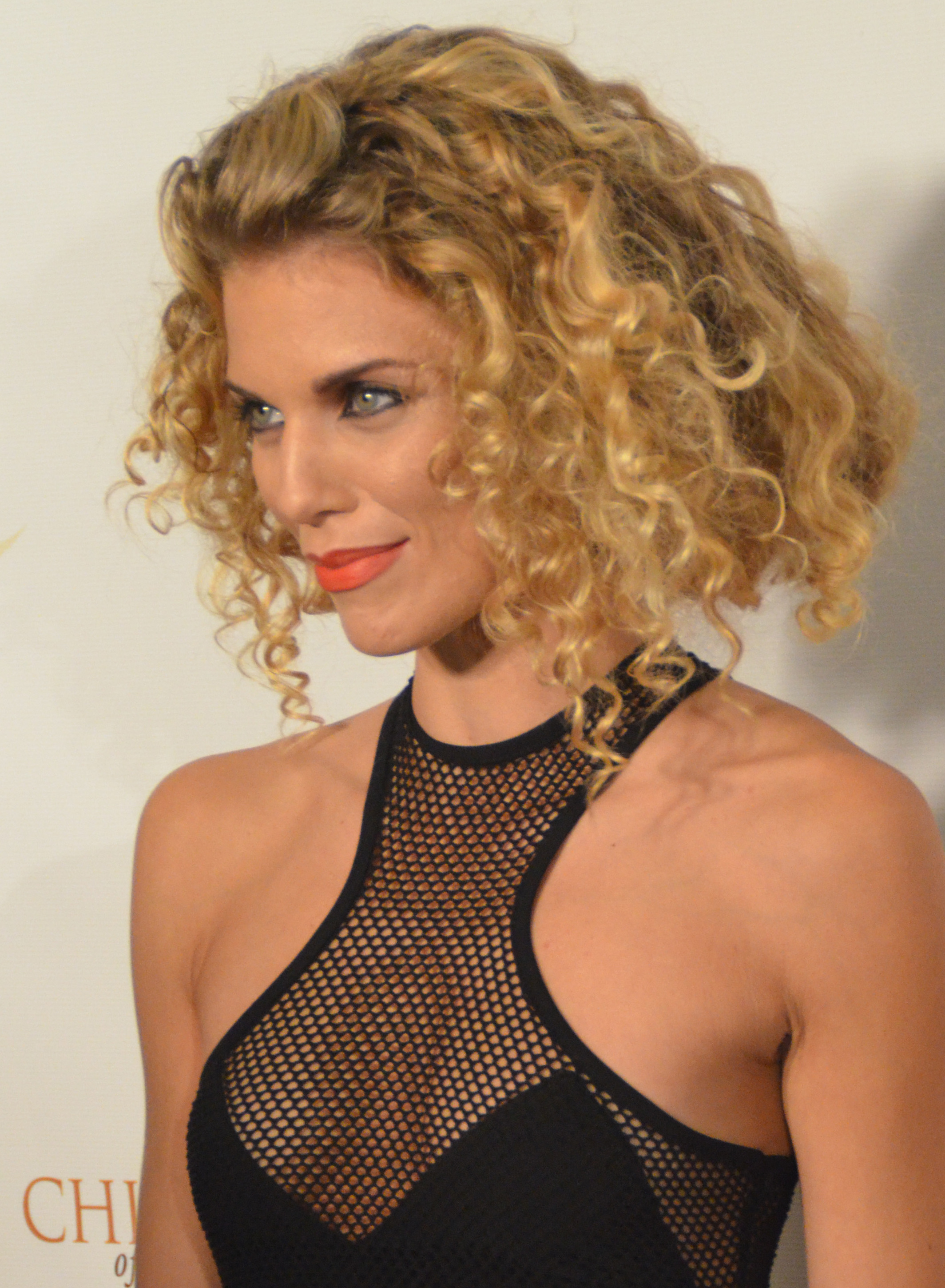
Annalynne McCord, en 2014, lors d'une soirée organisée pour l'association Children Of The Night.

En 2014, un an après l'arrêt de 90210, elle décroche un rôle récurrent pour la troisième saison de la série télévisée Dallas. Il s'agit de la suite du feuilleton du même nom diffusé sur le réseau CBS entre 1978 et 1991.  
Elle apparaît dans un épisode de Stalker et tient le rôle principal du téléfilm de Noël, Le plus beau char de Noël. Au cinéma, elle fait partie de la distribution du film d'action Pokers avec Tia Carrere, George Eads et Steven Seagal. Cette année-là, elle fait ses débuts en tant que réalisatrice pour un court métrage, I Choose. Elle officie également en tant que scénariste et productrice. Elle renouvellera cette expérience en 2017, pour un autre court métrage issu de sa création, Heart. 
En 2015, elle intervient le temps d'un épisode dans la série Not So Union et tient le rôle principal de deux téléfilms, le thriller Les Yeux de l'assassin et retourne au film de Noël pour L'Assistant du père Noël.  
En 2016, elle multiplies les apparitions au cinéma, dans des productions mineures, indépendantes et pour la majorité, inédites en France. Se distingue néanmoins la comédie d’horreur Trash Fire dont elle partage la vedette aux côtés d'Adrian Grenier, qui est remarquée lors de festivals du film du cinéma indépendant.    
En revanche, c'est à la télévision qu'elle participe à des projets plus exposés. Elle intervient dans l'épisode pilote de la série Lucifer ainsi que dans Beauty and the Beast avec Kristin Kreuk. Elle signe pour deux rôles récurrents, dans des shows à succès, l'un pour la série médicale The Night Shift et pour la série policière Secrets and Lies. Cette année-là, elle figure dans le clip du single Below du groupe de punk White Lung.   
En 2017, elle continue avec le cinéma indépendant, en étant notamment à l'affiche de 68 kill, aux côtés de Matthew Gray Gubler, que les critiques qualifient de "comédie romantique punk-rock", saluée par la critique. L'interprétation de femme fatale de McCord y est d'ailleurs soulignée,,,.   
L'année d’après, elle poursuit dans l'indépendant. Elle obtient ainsi le premier rôle féminin du thriller First We Take Brooklyn et fait son retour à la télévision, dans un premier rôle mais s’éloigne de son registre habituel : elle incarne ainsi Claudia Cross dans la sitcom comique Let’s Get Physical, partageant notamment la vedette aux côtés de Jane Seymour et Chris Diamantopoulos.   
En 2019, elle est à l'affiche de la comédie horrifique Tone-Deaf avec Amanda Crew et Robert Patrick. Le film est présenté en avant-première au Festival Fantasia. Pour l'occasion, elle tourne à nouveau sous la direction de Robert Bates Jr., un auteur réalisateur spécialisé dans le monde de l'horreur. La même année, elle est la vedette d'un téléfilm Lifetime, Le crime que je n'ai pas commis, avec Kate Vernon et Jennifer Nicole Freeman.     

## Vie privée
Le 22 septembre 2012, présente à la Somaly Mam Foundation, elle révèle avoir été victime d'abus sexuels, de la part d'un camarade à l'âge de dix-huit ans. En filmant une scène d'abus sexuel pour la série 90210, ses sentiments négatifs de ce trauma refont surface. Ses collègues acteurs l'ont louée pour cette performance authentique, mais personne ne se doutait de ce qui avait pu personnellement lui arriver.

### Relations
Entre septembre 2008 et juin 2011, AnnaLynne a été en couple avec l'acteur, Kellan Lutz - connaissant un bon nombre d'intermittences.
En juin 2011, elle devient la compagne de l'acteur australien, Dominic Purcell - de 17 ans son aîné. Ils se séparent à l'amiable en décembre 2014. En début d'année 2015, elle aurait eu une brève liaison avec le basketteur canadien, Rick Fox - de 18 ans son aîné. Cette même année, elle découvre que son ex-compagnon, Dominic est atteint d'un cancer de la peau ; ils se revoient en amis, mais décident de se remettre ensemble en décembre 2015. Finalement, ils se séparent à nouveau en janvier 2018. À la suite d'un post Instagram, elle révèle qu'ils se sont remis ensemble en février 2020. Ils se séparent à nouveau en fin d'année 2021.

### Philanthropie

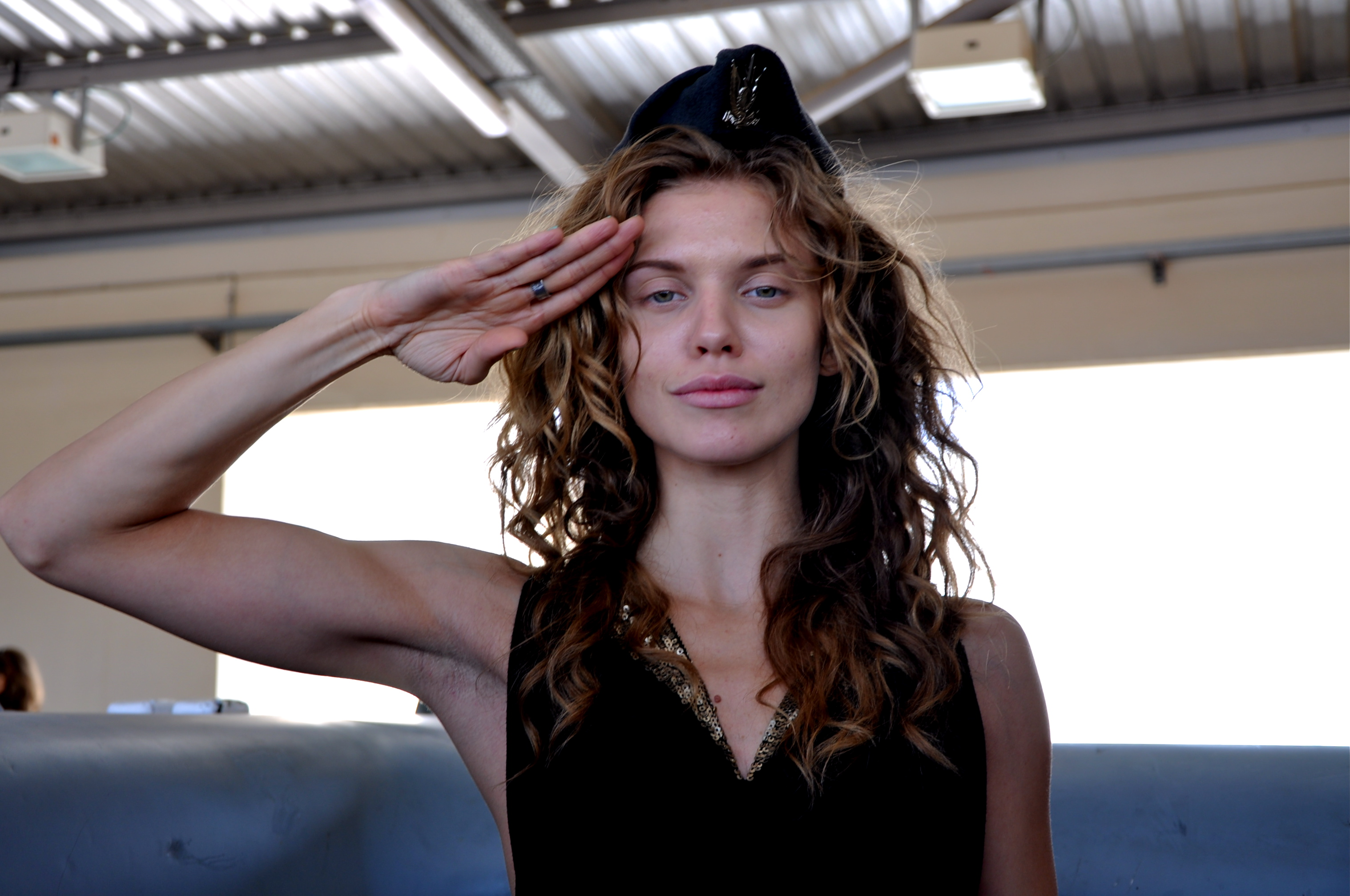
Annalynne McCord, en 2012, lors de la visite de la Base aérienne de Palmachim, pendant un séjour en Israël.

Annalynne contribue à divers organismes de bienfaisance :
- En 2015, elle prend la parole devant les Nations Unies avec l'appui de l'UNWFPA pour annoncer son projet de lutte contre les agressions sexuelles et les abus domestiques avec la campagne No More[35].
- Elle est partisane du projet Saint Bernard, une organisation de reconstruction consacrée à aider les victimes de l'ouragan Katrina[36].
- Elle est l'ambassadrice de bonne volonté du New Somaly Fund qui vient en aide aux femmes victimes du trafic d'êtres humains et de violences sexuelles. Elle fait notamment la couverture du magazine Signature et met en évidence son dévouement pour cette lutte[37].

## Filmographie
Sauf indication contraire ou complémentaire, les informations mentionnées dans cette section proviennent de la base de données IMDb.

### Cinéma

#### Courts métrages
- 2010 : Amexica de Ron Krauss : Femme
- 2019 : Milkshake Girls de Viva Bianca : Jane / Divinity

#### Longs métrages
- 2002 : The Middle of Nowhere de Ron McLellen : Cassandra
- 2005 : Le Transporteur 2 (Transporter 2) de Louis Leterrier : la voleuse de voiture dans le parking au début du film
- 2007 : Bad Girl Island de Stewart Raffill : Simone Delacroix
- 2008 : Le Jour des morts (Day of the Dead) de Steve Miner : Nina
- 2008 : La Malédiction de Molly Hartley (The Haunting of Molly Hartley) de Mickey Liddell : Suzie
- 2009 : La Guerre des Pompons / Sea, Sex and Fun (Fired Up!) de Will Gluck : Gwyneth
- 2012 : Excision de Richard Bates Jr. : Pauline
- 2013 : Officer Down de Brian A Miller : Zhanna Dronov
- 2013 : Scorned de Mark Jones : Sadie
- 2014 : Pokers (Gutshot Straight) de Justin Steele : May
- 2016 : Trash Fire de Richard Bates Jr. : Pearl
- 2016 : AmeriGeddon de Mike Norris : Sam
- 2017 : 68 Kill de Trent Haaga : Liza
- 2018 : La loi de Brooklyn (First we take Brooklyn) de Danny A. Abeckaser (en) : Esther
- 2019 : Tone-Deaf de Richard Bates Jr. : Blaire
- 2019 : American Skin : Allison Randall
- 2020 : Soldier's Heart de Michael Feifer : Heather
- 2020 : Feral State : Détective Ellis
- 2021 : King Knight de Richard Bates Jr. : Karen (voix)
- 2022 : Titanic 666 de Nick Lyon : Mia Stone

### Télévision

#### Séries télévisées
- 2006 : Newport Beach (The O.C.) : La fille avec qui Kevin va fumer (saison 3, épisode 23)
- 2006 : Close to Home : Juste Cause (Close to Home) : Sara (saison 1, épisode 22)
- 2007 : Cold Case : Affaires classées (Cold Case) : Becca Abrams en 1997 (saison 4, épisode 20)
- 2007 : Ugly Betty : Petra (saison 1, épisodes 19 et 20)
- 2007 : Les Experts : Miami (CSI: Miami) : Sherry Williamson (saison 5, épisode 23)
- 2007 : American Heiress : Loren Wakefield (61 épisodes)
- 2007 : Greek : Destiny / Patty (saison 1, épisode 6)
- 2007 - 2009 : Nip/Tuck : Eden Lord (saison 5, 12 épisodes)
- 2008 : Head Case : le rencard de Tard (saison 2, épisode 3)
- 2008 - 2013 : 90210 : Naomi Clark (114 épisodes)
- 2010 : Double Exposure : Une actrice (saison 1, épisode 6)
- 2014 : Dallas : Heather McCabe (saison 3, 9 épisodes)
- 2014 : Stalker : Nina Preston (saison 1, épisode 7)
- 2015 : Not So Union : Marilyn (saison 1, épisode 2)
- 2016 : Lucifer : Delilah (saison 1, épisode 1)
- 2016 : The Night Shift : Jessica Sanders (saison 3, 7 épisodes)
- 2016 : Beauty and the Beast : Dianne Vaughn (saison 4, épisode 8)
- 2016 : Secrets and Lies : Melanie Warner (saison 2, 7 épisodes)
- 2018 : Let’s Get Physical : Claudia Cross (8 épisodes)
- 2021 : Legends of Tomorrow : Irma Rose (saison 6, épisode 8)
- 2021 - 2022 : Power Book III: Raising Kanan : Toni Deep (8 épisodes)

#### Téléfilms
- 2010 : Gun de Jessy Terrero : Gabriella
- 2011 : Blood out de Jason Hewitt : Anya
- 2014 : Le plus beau char de Noël (The Christmas Parade) de Jonathan Wright : Hailee Anderson
- 2015 : Les Yeux de l'assassin (Killer Photo) de Jason Furukawa : Sarah Miller
- 2015 : L'Assistant du père Noël (Santa's Little Helper) de Gil Junger : Billie
- 2019 : Le crime que je n'ai pas commis (Wrongfully Accused) de Michael Feifer : Liz Thompson
- 2020 : Noël a cappella (Feliz NaviDAD) de Melissa Joan Hart : Sophie
- 2021 : Noël tout feu tout flamme (Dancing Through Christmas) de Paul Shapiro : Olivia

### Clips vidéos
- 2003 : Baby, I'm in Love de Thalia[38]
- 2016 : Below de White Lung [39] : Marilyn Monroe

### Réalisatrice
- 2014 : I Choose (court métrage, également scénariste)
- 2017 : Heart (court métrage, également scénariste)

### Productrice
- 2010 : DialStar (série télévisée, productrice exécutive de l'épisode 1 de la saison 1)
- 2014 : I Choose (court métrage)

## Voix francophones
En France, AnnaLynne McCord est régulièrement doublée par Aurélie Nollet.

### En France
| - Aurélie Nollet dans : - Nip/Tuck (2007-2009) (série télévisée) - 90210 (2008-2013) (série télévisée) - Sea, Sex and Fun (2009) - Gun (2010) - Blood Out (2011) - Le plus beau char de Noël (2014) - Les Yeux de l'assassin (2015) - L'Assistant du père Noël (2015) - The Night Shift (2016) (série télévisée) - Secrets and Lies (2016) (série télévisée) - Beauty and the Beast (2016) (série télévisée) - Le crime que je n'ai pas commis (2019) - Olivia Luccioni dans : - Dallas (2014) (série télévisée) - Lucifer (2016) (série télévisée) - * Claire Morin dans : - Noël a cappella (2020) - Legends of Tomorrow (2021) (série télévisée) - Noël tout feu tout flamme (2021) | et aussi - Marie-Eugénie Maréchal dans Le Jour des morts (2008) - Isabelle Sempéré dans Pokers (2014) - Sandrine Henry ( Belgique) dans Power Book III: Raising Kanan (2021-2022) |

## Distinctions
Sauf indication contraire ou complémentaire, les informations mentionnées dans cette section proviennent de la base de données IMDb.

### Récompenses
- 2009 : Young Hollywood Awards de la superstar de demain.
- 2012 : Málaga International Week of Fantastic Cinema de la meilleure actrice dans une comédie d'horreur pour Excision (2012).
- 2020 : Wild Bunch Film Festival de la meilleure actrice dans un western pour Soldier's Heart (2020).
- Sedona International Film Festival 2023 : Lauréate du Prix Spécial de la meilleure actrice principale dans un thriller pour Condition of Return (2023).

### Nominations
- 11e cérémonie des Teen Choice Awards 2009 : Meilleure révélation féminine dans une série télévisée pour 90210 (2008-2013).
- 2012 : Fright Meter Awards de la meilleure actrice dans une comédie d'horreur pour Excision (2012).
- 2013 : CinEuphoria Awards (es) de la meilleure actrice dans une comédie d'horreur pour Excision (2012).
- 2013 : Fangoria Chainsaw Awards de la meilleure actrice dans une comédie d'horreur pour Excision (2012).